# Роттердамский метрополитен
Роттерда́мский метрополите́н — крупнейший и старейший метрополитен Бенилюкса. Первая линия была открыта 9 февраля 1968 года принцессой Беатрикс и её мужем принцем Клаусом. Длина сети (не включая линию E RandstadRail, соединяющую Роттердам и Гаагу) составляет 73,6 км, из которых 15,3 км проходит под землёй, а ещё 8,5 км построены по эстакаде.
Сеть состоит из двух линий: Эразмуслейн (нидерл. Erasmuslijn, на схеме обозначена синим цветом) соединяет пригород Спейкениссе на левом берегу Мааса с железнодорожным вокзалом и проходит по левому берегу Мааса, пересекая реку уже напротив центра города. Каландлейн (нидерл. Calandlijn, на схеме показана красным цветом), также начинаясь в Спейкениссе, пересекает Маас и на правом берегу поворачивает на восток, проходя через город Схидам, через центр Роттердама, где пересекается с Эразмуслейн, и уходит в восточные пригороды Роттердама Капелле-ан-ден-Эйссел, Александер и Ньиверкерк. Самый западный участок сети, между городом Спейкениссе и районом Хогвлит, между станциями Де-Аккерс и Тюссенватер, совместно используется обеими линиями.
Главное назначение метрополитена — связывать центр Роттердама с пригородами. Перевозками в центре города занимается трамвайная сеть. По сравнению с трамваем, метро имеет большее расстояние между станциями, и, как следствие, большую среднюю скорость.
Эксплуатируется компанией RET (нидерл. Rotterdamse Elektrische Tram), государственной компанией, обслуживающий общественный транспорт в роттердамском регионе.
Специфической чертой метрополитена Роттердама является использование обоих способов питания, как через контактный рельс, так и через подвесную контактную сеть.

## Общие сведения
Метро трижды пересекает крупные рукава дельты Рейна, все три раза в тоннеле под рекой. Два тоннеля (двух линий) проходят под рекой Ньиве-Маас, а тоннель совместного участка на западе сети — под рекой Ауде-Маас. Кроме того, существует большое количество тоннелей под городскими улицами.
Только небольшая часть системы находится под землёй, а большая её часть проходит по эстакаде либо по поверхности земли (Роттердамское метро — один из немногих метрополитенов в мире, имеющий пересечения с городскими улицами на одном уровне). На это имеются две причины. Во-первых, районы на левом берегу Мааса застраивались в 1960-е и 1970-е годы на польдерах, там не было старой застройки, и строительство велось по единому плану. Поэтому вдоль улиц было предусмотрено достаточно широкое пространство, где позже можно было проложить линии метро. Во-вторых, большая часть территории Роттердама расположена ниже уровня моря, и строительство тоннелей крайне затруднено из-за гидрологической ситуации.

## Линии
| Линия | Маршрут                                   | Количество станций | Длина   | Участки с питанием от КС          |
| ----- | ----------------------------------------- | ------------------ | ------- | --------------------------------- |
| A     | Vlaardingen West — Binnenhof              | 24                 | 17,2 км | Capelsburg - Binnenhof            |
| B     | Hoek van Holland Strand — Nesselande      | 31                 | 43,1 км | Capelsburg - De Tochten           |
| C     | De Akkers — De Terp                       | 26                 | 30 км   | нет                               |
| D     | De Akkers — Rotterdam Centraal            | 17                 | 21 км   | нет                               |
| E     | Slinge — Den Haag Centraal (RandstadRail) | 23                 | 27 км   | Melanchtonweg - Den Haag Centraal |

## Подвижной состав
Большая часть подвижного состава представляет собой Bombardier Flexity Swift, обозначаемые зависимо от полученной партии: 

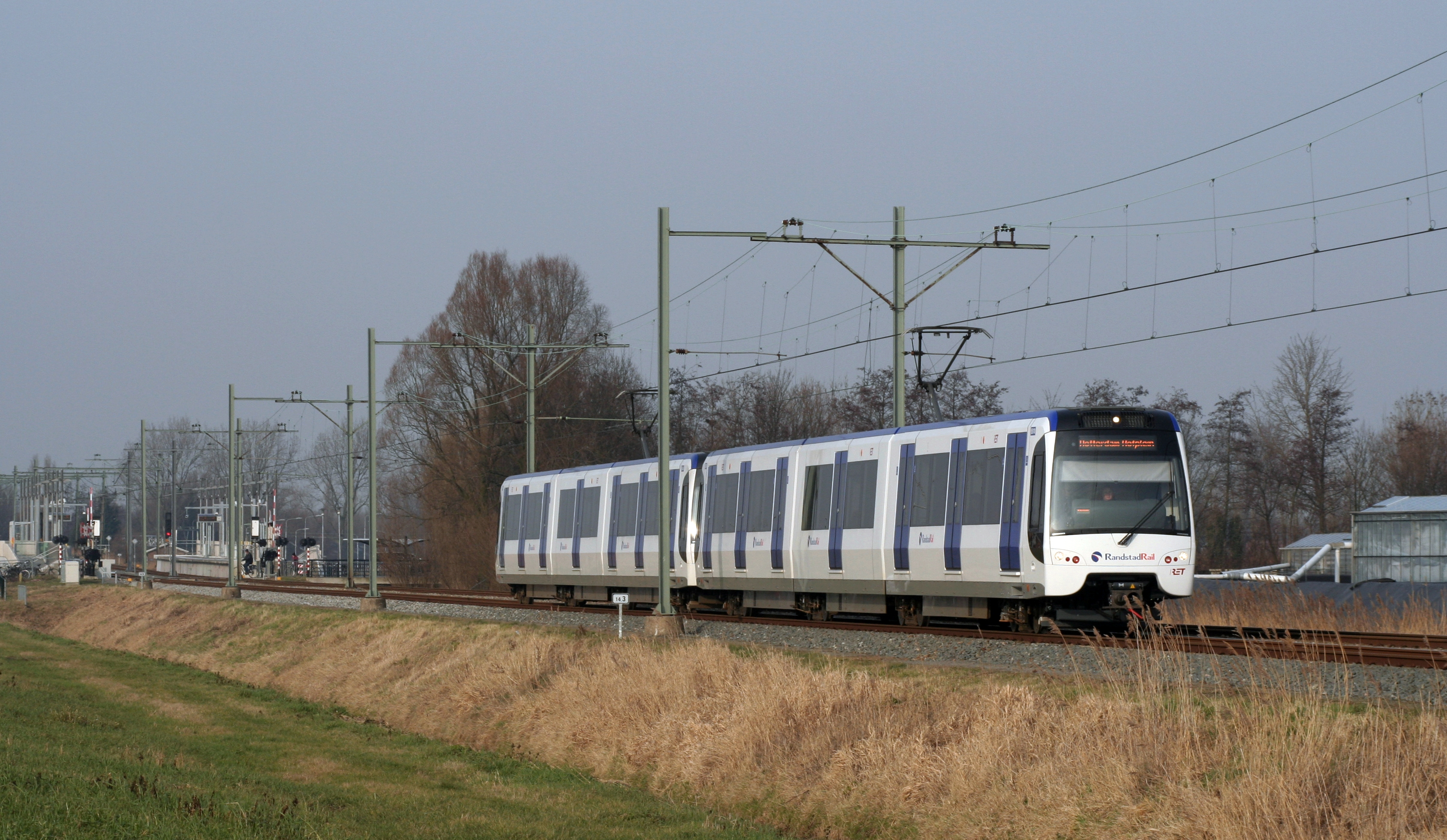
Bombardier RSG3 на линии RandstadRail

- MG2/1 (30,5 м, питание только через контактный рельс),   поставлялись в 1998-2001;
- SG2/1 (30,5 м, возможно питание через подвесную КС), поставлялись в 2001-2002;
- RSG3 (42 м, возможно питание через подвесную КС),  поставлялись в 2007-2009;
- SG3 (42 м, возможно питание через подвесную КС),   поставлялись в 2009-2011;
- HSG3 (42 м, возможно питание через подвесную КС), поставлялись в 2015-2017;

## Система оплаты проезда
Роттердамский метрополитен вместе с автобусами и трамваями управляется компанией RET, формируя единую систему общественного транспорта. Цена билета на метро Роттердама составляет 4.50 EUR. Он действителен 2 часа на всех видах общественного транспорта. Билет нужно прикладывать к турникету на входе и на выходе, сохраняя его до конца поездки. Также проезд можно оплачивать пополняемой смарт-картой OV- chipcard. В продаже также имеются проездные билеты на 1 день стоимостью € 9,50. Билеты и карты можно приобрести в специальных билетных автоматах, расположенных на всех станциях метро и другого общественного транспорта, а также в киосках и магазинах по городу.